# Wesoła noc smutnego biznesmena
Wesoła noc smutnego biznesmena – polski film obyczajowy z 1993 w reżyserii i według scenariusza Andrzeja Kondratiuka.

## Obsada
- Marian Opania – biznesmen
- Katarzyna Figura – prostytutka

## Fabuła
Biznesmen zatrzymuje się w warszawskim hotelu. Czuje się samotny w pustym pokoju. Dzwoni do agencji towarzyskiej i zamawia "panią do towarzystwa". Jednak ku zaskoczeniu przybyłej na miejsce dziewczyny nie oczekuje on od niej usług seksualnych, lecz zwykłego towarzystwa i rozmowy. W czasie całonocnego spotkania padają osobiste wyznania. Oboje zaczynają ujawniać swoje poglądy na życie i otaczającą ich rzeczywistość 